# Amfreville-la-Campagne
Amfreville-la-Campagne là một xã của tỉnh Eure, thuộc vùng Normandie, miền bắc nước Pháp.